# Хеннинг, Отто (политик)
Отто Хеннинг (нем. Otto Henning; 27 февраля 1833, Грайц — 28 декабря 1908, там же) — немецкий предприниматель, издатель, редактор и политик.

## Биография
Хеннинг владел собственной типографией в Грайце, на которой печатались официальные печатные издания, содержащие правительственные сообщения и парламентские отчёты. Был редактором газеты Greizer Tageblattes. В 1872 году он стал одним из инициаторов строительства железнодорожной линии Гера — Вайшлиц и вошёл в совет директоров Грайцской железнодорожной компании. Также он был членом и председателем городского совета, членом местного парламента и получил звание почётного гражданина Грайца.
С 1887 по 1890 годы Хеннинг был членом Рейхстага от избирательного округа по Княжеству Рейсс старшей линии (1 Грайц, Бургк) в составе Имперской партии.